# Jezioro Kinkajmskie
Jezioro Kinkajmskie – z wolna zarastające, relatywnie płytkie, rybne jezioro na Nizinie Sępopolskiej, w Gminie Bartoszyce, w powiecie bartoszyckim, o powierzchni 152 hektarów. Nad jeziorem leży duża wieś sołecka Kinkajmy. Na południe od wsi znajduje się jedyna nad tym jeziorem plaża, latem chętnie wykorzystywana przez mieszkańców Bartoszyc.